# Donna d'estate
Donna d'estate (The Stripper) è un film del 1963 prodotto negli Stati Uniti e diretto da Franklin J. Schaffner.
Il soggetto è tratto dal testo teatrale A Loss of Roses (1959) di William Inge.

## Trama
Lila, ex reginetta di bellezza e aspirante attrice, ritorna nella città natia al seguito della compagnia con cui fa spettacoli di illusionismo. Il capo della sua compagnia, Ricky, con cui la donna ha una relazione, fugge con la cassa comune e Lila chiede ospitalità a una sua conoscente, la signora Baird, infermiera vedova con un figlio ventenne. Tra Lila e il ragazzo nasce un amore.